# Bataille de Douvres (1652)
Pour les articles homonymes, voir Bataille de Douvres.
 (décembre 2023).
Si vous disposez d'ouvrages ou d'articles de référence ou si vous connaissez des sites web de qualité traitant du thème abordé ici, merci de compléter l'article en donnant les références utiles à sa vérifiabilité et en les liant à la section « Notes et références ».
Première guerre anglo-néerlandaise
Batailles
- Douvres
- Plymouth
- Elbe
- Kentish Knock
- Dungeness
- Portland
- Livourne
- Gabbard
- Schéveningue

La bataille de Douvres ou bataille de Goodwin Sands (tirant ce nom du banc de Goodwin) a lieu le 29 mai 1652 (le 19 mai selon le calendrier julien en vigueur alors en Angleterre) entre les flottes du Commonwealth d'Angleterre et des Provinces-Unies, en prélude à la déclaration de la première guerre anglo-néerlandaise

## Contexte
En octobre 1651, le Parlement d'Angleterre adopte le premier Acte de navigation, visant à entraver le transport maritime néerlandais. La tension s'accroit au début de 1652 quand George Ayscue capture 27 navires qui en violation d'un embargo commercent avec la colonie de la Barbade. Les deux parties se préparent à la guerre.
Le 29 mai 1652, un convoi de navires marchands néerlandais escorté de 40 navires de guerre sous les ordres du lieutenant-amiral Maarten Tromp rencontre, près du pas de Calais, une flotte de 25 navires commandée par le général de la mer Robert Blake. Une ordonnance de Cromwell exige que les flottes étrangères présentes dans la mer du Nord ou de la Manche baissent leur pavillon en signe de salut mais Tromp tarde à se conformer à cette règle.

## L'affrontement
Blake fait tirer trois coups de semonce. Le troisième blesse quelques marins au bord du Brederode, navire amiral de Tromp, qui réplique par un tir d'avertissement. Très en colère Blake réplique à son tour. S'ensuit une bataille de cinq heures qui endommage les deux flottes.
La flotte néerlandaise se retire à la tombée de la nuit, formant une ligne de défense pour protéger le convoi. Les Anglais capturent deux navires néerlandais : le Sint Laurens et le Sint Maria, qui réduit à l'état d'épave est abandonné mais finira tout de même par regagner les Pays-Bas.

## Conséquences
Tromp présente ses excuses à Blake et demande un dédommagement que Blake refuse. Le Commonwealth de l'Angleterre déclare la guerre le 10 juillet 1652.

## Sources
- (en) Cet article est partiellement ou en totalité issu de l’article de Wikipédia en anglais intitulé « Battle of Goodwin Sands » (voir la liste des auteurs).